# Проспект Степана Бандери (Тернопіль)
Проспе́кт Степа́на Банде́ри — одна з центральних вулиць Тернополя, важлива транспортна артерія, яка сполучає житловий масив «Східний» та мікрорайони «Канада» і «Старий парк» з центром міста.
Продовжує вулиця Руську до Підволочиського шосе, закінчується кільцем, який має народні назви «Збаразький поворот», «Збаразьке кільце». До проспекту з лівої сторони примикають вулиці Вояків дивізії «Галичина», Шопена, Тютюнника, Шухевича, Коцюбинського, Клінічна, Самчука, Польового, Коновальця, 15 Квітня; з правої сторони — вулиці Татарська, Глиняна, Дністрянського, Нова, Чайковського, Слівенська, Протасевича та бульвар Данила Галицького.
На проспекті розташовано ряд важливих споруд, зокрема Центральний міський стадіон Тернополя, управління СБУ в Тернопільській області та римо-католицький Костел Божого милосердя і Божої Матері Неустанної Помочі.

## Історія
Дорогу, що вела через східну околицю міста, здавна знали як Смиковецьку. Так називалось і все прилегле до неї передмістя. Історія зберегла і більш давню його назву — Засядки. Із зростанням міста тут виросли нові вулиці. А Смиковецька дорога стала Смиковецькою вулицею. А відтак її назвали іменем Яна Тарновського — першого власника міста, якого вважають його засновником. Ця міська артерія починалася у центрі (на перетині сучасних бульвару Тараса Шевченка і вулиці Руської) і пересікала все місто у східному напрямі. Життя вулиці було багатоманітним: у гарних приватних кам'яницях офіси партій та адвокатські канцелярії сусідили з крамницями, пекарнями, перукарнями і ресторанами. А в тій частині, що сягнула околиці, працювали промислові підприємства.

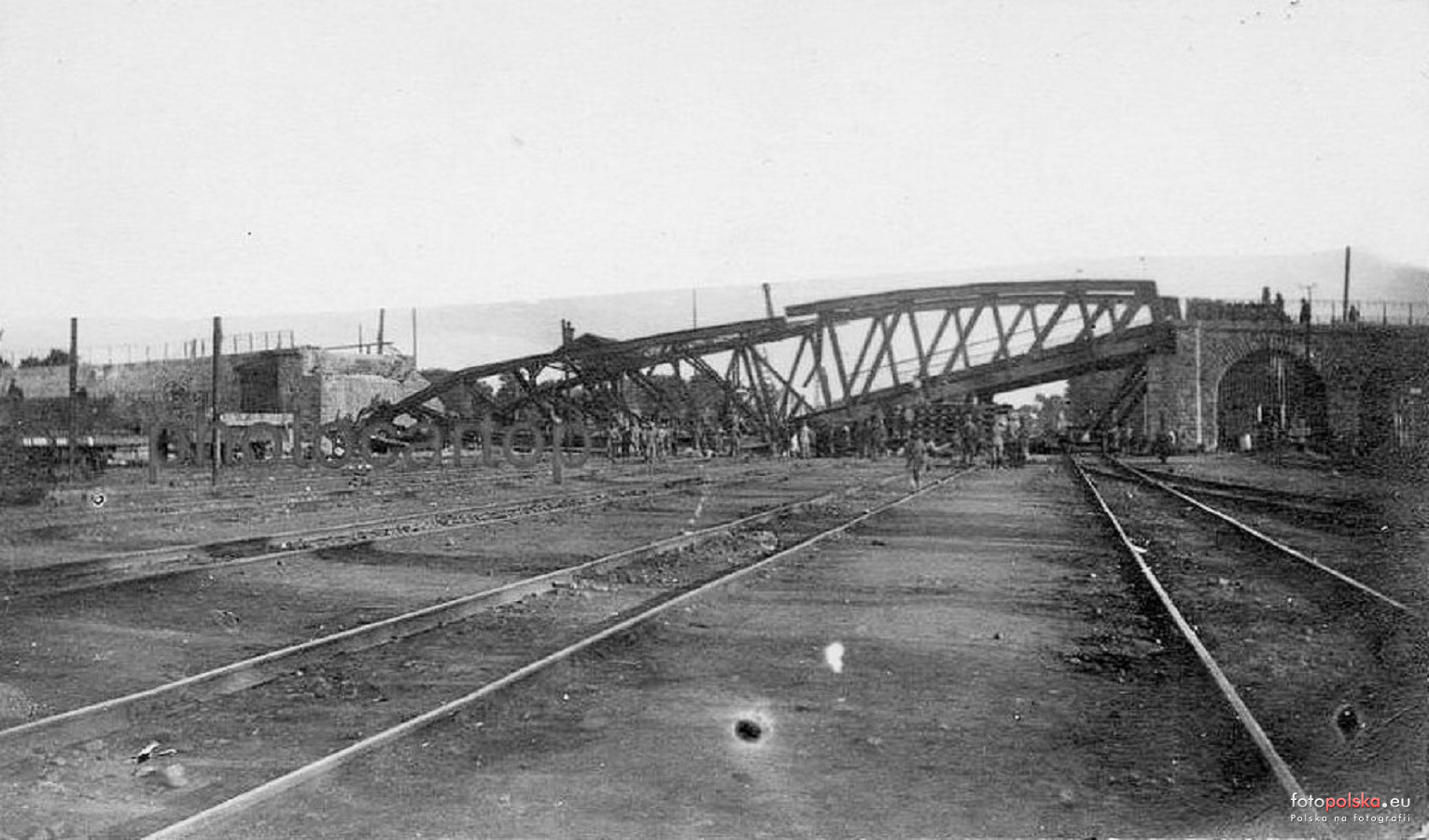
Зруйнований залізничний міст (1917)

Після прокладання залізниці з Красного до Тернополя і далі до Підволочиська у 1870 р. Смиковецька дорога виявилась розділеною і її тепер доводилося перекривати рампою під час руху потягів. Міст на місці залізничної рампи звели значно пізніше — у 1898 році. Його побудували за останніми на той час досягненнями науки і техніки — з використанням відповідних металевих конструкцій. У Першу світову війну він був пошкоджений, але його знову відбудували. Міст зазнав руйнувань і реконструкцій, та служить і до нашого часу.
З 1896 року веде свій початок міський стадіон, який виріс неподалік парку. Тоді гімназисти спорудили спортивний майданчик, де в основному грали у футбол, або, як ще тоді казали, — «копаний м'яч» чи «копанку». У серпні 1909 року відбувся перший офіційний матч між командами «Поділля» і «Креси». Спортивний майдан коло парку остаточно оформився як міський стадіон у 30-х рр. XX ст.
Портрет вулиці доповнював промисловий пейзаж. На околиці, на початку минулого століття, ще зовсім недобудованій, виднілися високі комини цегельні братів Оксів. Вона постачала цеглу новобудовам Тернополя. Підприємство на Тарновського відоме як «Подільська парова цегельня».
На вулиці Тарновського працювало два електричні млини-крупорушки. Обидва мали склади на готову продукцію і зерно. Володіли ними Ісаак Козінер і Сісель Кац.
За Смиковецьким передмістям тягнулись поля, що обробляли тернопільські міщани-рільники. Сьогодні на цих нивах виросли новобудови Східного масиву.
У радянський період разом із нинішніми вулицями Івана Мазепи та Руською проспект становив частину вулиці Леніна.

## Транспорт
Проспект є однією з найінтенсивніших магістралей міста. Тут розташовано десять зупинок громадського транспорту:
- 18-та школа
- Міський стадіон (до центру)
- Обласна лікарня (до центру)
- Обласна лікарня (від центру)
- Римо-католицький костел
- вул. Євгена Коновальця (на просп. Степана Бандери)
- ВАТ «Зелене господарство»
- бульв. Данила Галицького
- просп. Степана Бандери (до центру)
- просп. Степана Бандери (від центру)

Через проспект курсує багато одиниць пасажирського транспорту, зокрема, автобуси № 1, 11, 13, 14, 15, 18, 21, 24, 25, 29, 37, 38, 42, тролейбуси № 2, 4, 5, 6, 7, 10.

## Будівлі
На проспекті розташовано понад сто переважно багатоповерхових будинків з номерами від 1 до 110.
- № 1 — 3-поверховий житловий будинок з офісними приміщеннями на першому поверсі
- № 6 — Тернопільська транспортна прокуратура
- № 11 — Будинок науки і техніки залізничників;
- № 14 — Тернопільська комунальна загальноосвітня школа № 18;
- № 15 — Тернопільський міський стадіон ім. Романа Шухевича
- № 21 — Управління Служби безпеки України в Тернопільській області
- № 32 — Тернопільське вище професійне училище ресторанного сервісу і торгівлі
- № 57 — Костел Божого милосердя і Божої Матері Неустанної Помочі;
- № 73 — Тернопільський коледж харчових технологій і торгівлі
- № 74А — Тернопільське вище професійне училище технології та дизайну
- № 81 — Тернопільський обласний комунальний будинок для дітей шкільного віку
- № 83 — Європейський університет, ТзОВ «Зелене господарство»
- № 92 — 9-поверховий житловий будинок;
- № 94 — 9-поверховий житловий будинок;
- № 96 — 9-поверховий житловий будинок «Китайська стіна». У будинку розташоване приміщення міського відділення № 13 Тернопільського поштамту Тернопільської дирекції УДППЗ «Укрпошта».
- № 110 — торговельний заклад

## Галерея

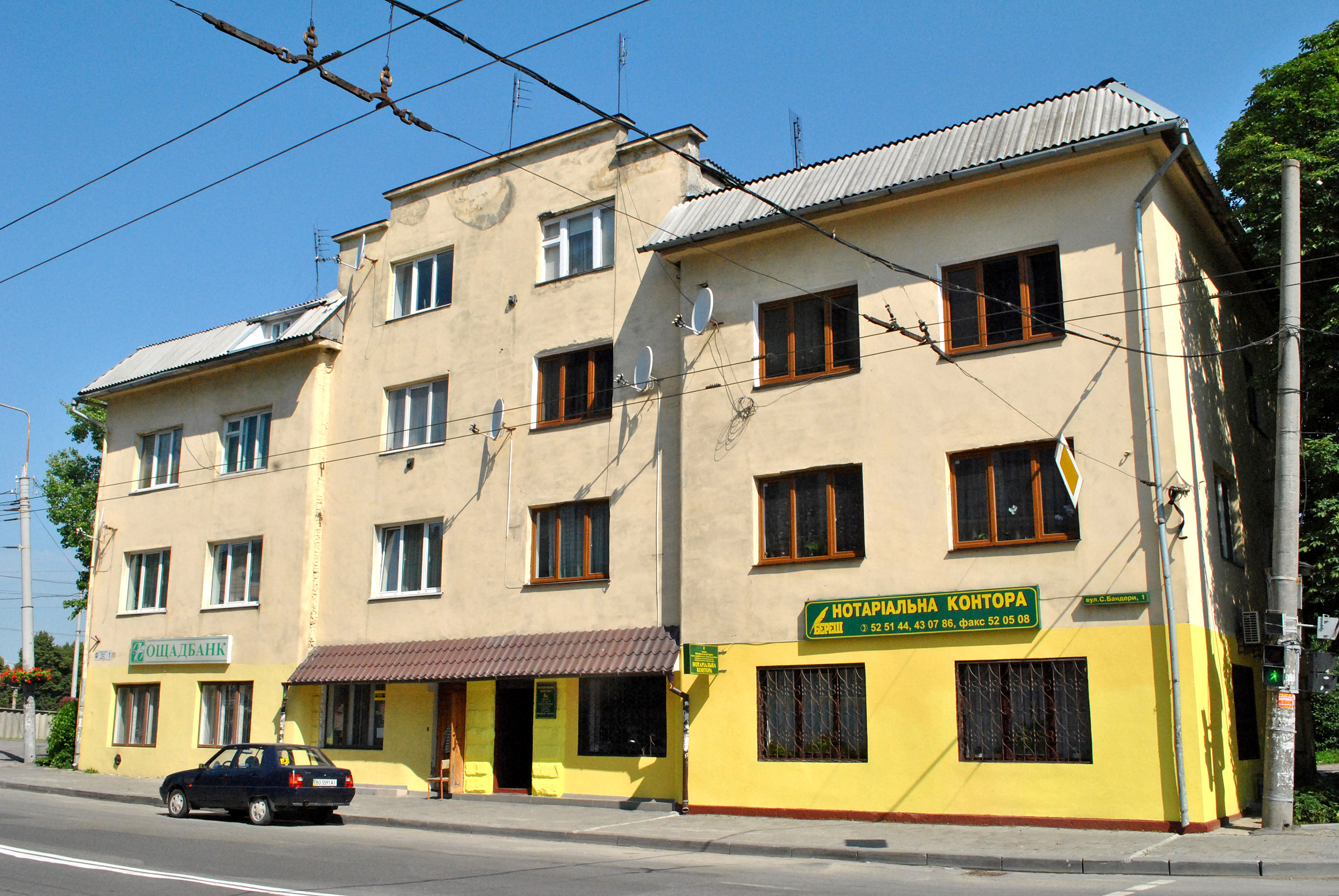
Будинок №1
Будинок культури «Залізничник»
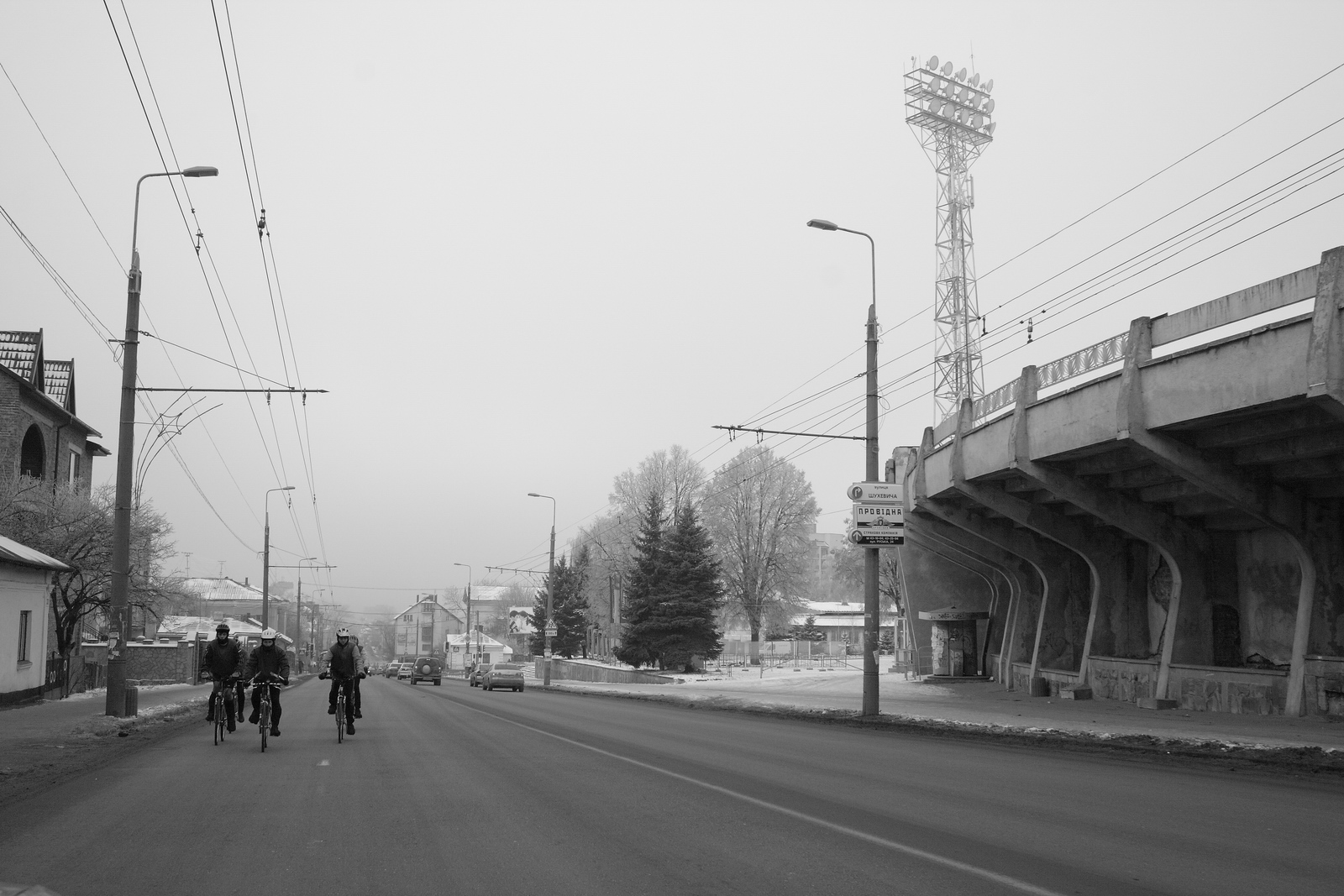
Проспект поблизу міського стадіону
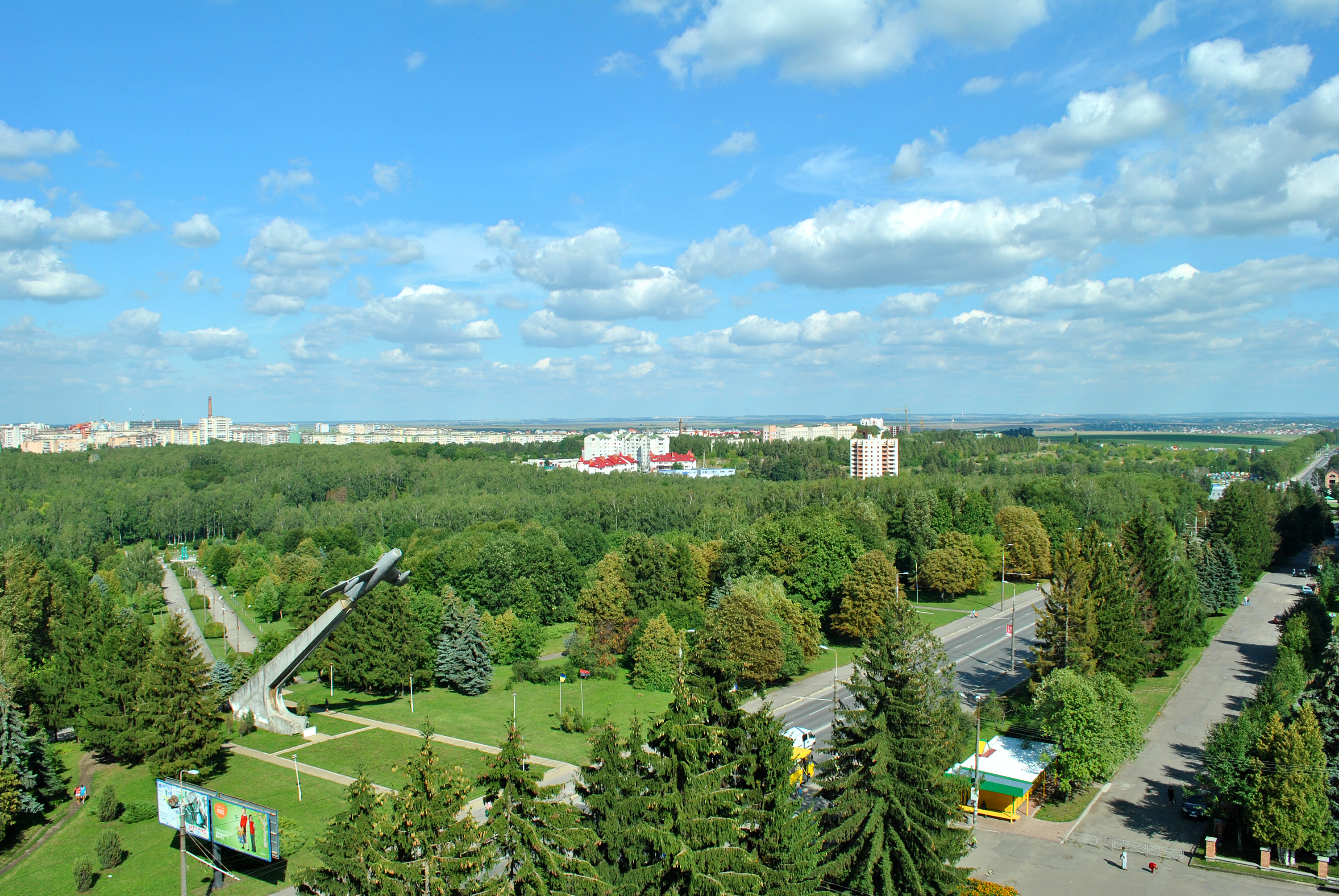
Панорама з даху будинку на проспекті Степана Бандери, 90: вид на парк Національного Відродження та масив «Сонячний», внизу — проспект Степана Бандери
Збаразьке кільце